# Tour de l'Ain 2014
El Tour de l'Ain 2014, 26a edició del Tour de l'Ain, es disputà entre el 12 i el 16 d'agost de 2014 sobre un recorregut de 579 km repartits quatre etapes més un pròleg inicial. L'inici de la cursa va tenir lloc a Saint-Amour, mentre el final fou a Arbent. La cursa formava part del calendari de l'UCI Europa Tour 2014, amb una categoria 2.1.
El vencedor final fou el neerlandès Bert-Jan Lindeman (Rabobank Development) gràcies a la seva victòria en solitari en la tercera etapa. El francès Romain Bardet (AG2R La Mondiale) fou segon, mentre l'irlandès Daniel Martin (Garmin-Sharp) completà el podi. En les altres classificacions el català Jordi Simón (Ecuador) guanyà la muntanya, Julian Alaphilippe (Omega Pharma-Quick Step) els punts i els joves i l'AG2R La Mondiale la classificació per equips.

## Equips
L'organització convidà a prendre part en la cursa a cinc equips World Tour, quatre equips continentals professionals, sis equips continentals i un equip nacional:
- equips World Tour: AG2R La Mondiale, Team Europcar, FDJ, Garmin-Sharp, Omega Pharma-Quick Step
- equips continentals professionals: Bretagne-Séché Environnement, Cofidis, Colombia, Wanty-Groupe Gobert
- equips continentals: Astana Continental, BigMat-Auber 93, Ecuador, La Pomme Marseille 13, Rabobank Development, Roubaix Lille Métropole
- equips nacionals: França sub-23

## Etapes
| Etapa | Data       | Recorregut                            |                           | Km    | Vencedor d'etapa         | Líder de la general     | Ref.  |
| ----- | ---------- | ------------------------------------- | ------------------------- | ----- | ------------------------ | ----------------------- | ----- |
| Pr.   | 12 d'agost | Saint-Amour - Saint-Amour             | Contrarellotge individual | 4,5   | Gianni Meersman (BEL)    | Gianni Meersman (BEL)   | [ 1 ] |
| 1a    | 13 d'agost | Domini de Chalain - La Plaine tonique | Etapa plana               | 143,3 | Raymond Kreder (NED)     | Gianni Meersman (BEL)   | [ 2 ] |
| 2a    | 14 d'agost | Bôrg (Ekinox) - Saint-Vulbas          | Etapa plana               | 158,5 | Gianni Meersman (BEL)    | Gianni Meersman (BEL)   | [ 3 ] |
| 3a    | 15 d'agost | Lagnieu - Lélex-Monts Jura            | Etapa de muntanya         | 141,8 | Bert-Jan Lindeman (NED)  | Bert-Jan Lindeman (NED) | [ 4 ] |
| 4a    | 16 d'agost | Nantua - Arbent                       | Etapa de mitja muntanya   | 130,7 | Julian Alaphilippe (FRA) | Bert-Jan Lindeman (NED) | [ 5 ] |

## Classificació final
|    | Ciclista                     | Equip                     | Temps       |
| -- | ---------------------------- | ------------------------- | ----------- |
| 1  | Bert-Jan Lindeman (NED)      | Rabobank Development Team | 14h 47' 26" |
| 2  | Romain Bardet (FRA)          | AG2R La Mondiale          | + 11"       |
| 3  | Daniel Martin (IRL)          | Garmin-Sharp              | + 1' 36"    |
| 4  | Julian Alaphilippe (FRA)     | Omega Pharma-Quick Step   | + 2' 16"    |
| 5  | Jean-Christophe Péraud (FRA) | AG2R La Mondiale          | + 2' 27"    |
| 6  | Rémy Di Gregorio (FRA)       | La Pomme Marseille 13     | + 2' 42"    |
| 7  | Romain Sicard (FRA)          | Team Europcar             | + 2' 42"    |
| 8  | Yoann Bagot (FRA)            | Cofidis                   | + 3' 24"    |
| 9  | Pierre Latour (FRA)          | França sub-23             | + 3' 26"    |
| 10 | Grégoire Tarride (FRA)       | La Pomme Marseille 13     | + 3' 28"    |

## Evolució de les classificacions
| Etapa | Vencedor           | Classificació general | Classificació per punts | Classificació de la muntanya | Classificació dels joves | Classificació per equips |
| ----- | ------------------ | --------------------- | ----------------------- | ---------------------------- | ------------------------ | ------------------------ |
| Pr    | Gianni Meersman    | Gianni Meersman       | Gianni Meersman         | Jérôme Coppel                | Julian Alaphilippe       | Omega Pharma-Quick Step  |
| 1     | Raymond Kreder     | Gianni Meersman       | Gianni Meersman         | Roman Semyonov               | Julian Alaphilippe       | Omega Pharma-Quick Step  |
| 2     | Gianni Meersman    | Gianni Meersman       | Gianni Meersman         | Roman Semyonov               | Julian Alaphilippe       | Omega Pharma-Quick Step  |
| 3     | Bert-Jan Lindeman  | Bert-Jan Lindeman     | Gianni Meersman         | Bert-Jan Lindeman            | Julian Alaphilippe       | AG2R La Mondiale         |
| 4     | Julian Alaphilippe | Bert-Jan Lindeman     | Julian Alaphilippe      | Jordi Simón                  | Julian Alaphilippe       | AG2R La Mondiale         |
| Final | Final              | Bert-Jan Lindeman     | Julian Alaphilippe      | Jordi Simón                  | Julian Alaphilippe       | AG2R La Mondiale         |